# Lucien Petit-Breton
Lucien Petit-Breton (pseudoniem van Lucien Georges Mazan) (Plessé, 18 oktober 1882 – Troyes, 20 december 1917) was een Franse wielrenner. Bekendheid verwierf hij vooral doordat hij als eerste renner de Ronde van Frankrijk tweemaal op zijn naam wist te schrijven, namelijk in 1907 en in 1908.
Mazan werd geboren als zoon van een horlogemaker. Op 8-jarige leeftijd vertrok hij met zijn ouders van Bretagne naar Buenos Aires, de hoofdstad van Argentinië. Dit gegeven zou hem later tijdens zijn wielercarrière de bijnaam de Argentijn opleveren. Zijn wielercarrière begon toen Mazan op 16-jarige leeftijd een fiets won in de loterij. Hiermee ging hij fietsen op de wielerbaan en al spoedig besloot hij om baanrenner te worden. Dit was zeer tegen de zin van zijn vader, die graag had gezien dat zijn zoon een 'fatsoenlijk' beroep had gekozen. Om die reden besloot Lucien Mazan om op zijn wielerlicentie de achternaam Breton (= inwoner van Bretagne) te laten vermelden in plaats van zijn echte achternaam. Later werd hier het 'Petit' nog aan toegevoegd om verwarring met een andere coureur, die ook de naam Breton droeg, te voorkomen. Lucien Petit-Breton bleek aanleg te hebben voor het wielrennen en al snel werd hij kampioen van Argentinië op de baan.
In 1902 keerde Petit-Breton terug naar Frankrijk, omdat hij zijn dienstplicht moest vervullen. Ook hier vestigde hij direct zijn faam door tweede te worden in de Bol d'Or, een prestigieuze baanwedstrijd over 24 uur. In 1904 wist hij deze wedstrijd zelfs te winnen. Verder verbeterde Petit-Breton op 24 augustus 1905 het werelduurrecord dat al zeven jaar lang op naam stond van de Amerikaan Willie Hamilton. Op de wielerbaan Buffalo in Parijs reed Petit-Breton een afstand van 41 kilometer en 110 meter.
Ondertussen was Lucien Petit-Breton ook gaan deelnemen aan wedstrijden op de weg. In 1905 reed hij voor de eerste maal de Ronde van Frankrijk, waarin hij als vijfde eindigde. Zijn eerste grote overwinning op de weg boekte Petit-Breton in 1906, toen hij zegevierde in Parijs-Tours. De meest succesvolle jaren uit de wielercarrière van Petit-Breton waren 1907 en 1908. In beide jaren wist hij de Ronde van Frankrijk te winnen en daarnaast werd hij winnaar van klassiekers als Milaan-San Remo en Parijs-Brussel. Hoewel Petit-Breton na 1908 niet echt aansprekende overwinningen wist te boeken, wist hij in die jaren nog wel diverse ereplaatsen te behalen. Tijdens de Ronde van Frankrijk van 1912 gold hij als een van de favorieten, maar tijdens de tweede etappe kreeg hij een aanrijding met een rund en moest hij de strijd staken.
Het begin van de Eerste Wereldoorlog betekende het einde van de wielercarrière van Petit-Breton. Hij nam dienst in het elfde legerkorps en vocht mee aan het front, waar hij meerdere keren gewond raakte. Op 20 december 1917 kwam Petit-Breton op 35-jarige leeftijd om het leven bij een auto-ongeluk: in zijn functie als ordonnans reed hij aan het front bij Troyes frontaal op een tegenligger.

## Resultaten in voornaamste wedstrijden
| Jaar | Ronde van Italië | Ronde van Frankrijk | Ronde van Spanje |
| ---- | ---------------- | ------------------- | ---------------- |
| 1904 |                  |                     |                  |
| 1905 |                  | 5e                  |                  |
| 1906 |                  | 4e                  |                  |
| 1907 |                  | ↑ (2)               |                  |
| 1908 |                  | ↑ (5)               |                  |
| 1909 |                  |                     |                  |
| 1910 | opgave           | opgave              |                  |
| 1911 | opgave (1)       | opgave              |                  |
| 1912 |                  | opgave              |                  |
| 1913 |                  | opgave              |                  |
| 1914 |                  | opgave              |                  |

| Jaar | Milaan-San Remo | Parijs-Roubaix | Parijs-Tours | Parijs-Brussel |
| ---- | --------------- | -------------- | ------------ | -------------- |
| 1904 |                 | 21e            |              |                |
| 1905 |                 |                |              |                |
| 1906 |                 |                | Goud         |                |
| 1907 | ↑               |                |              |                |
| 1908 |                 |                |              | Goud           |
| 1912 | 14e             |                | Brons        |                |
| 1914 |                 | 60e            |              |                |